# 萨巴岛屿委员会
萨巴岛屿委员会（英語：Saba Island Council）是荷兰属地萨巴的立法机关。岛屿委员会实行一院制，由5名委员组成。每届岛屿委员会任期4年。岛屿委员会任命和监督执行委员会的委员。岛屿委员会由岛屿总督主持。